# Kathryn Jean Lopez
Kathryn Jean Lopez (22 de março de 1976) é uma colunista conservadora americana que é sindicalizada nacionalmente pelo United Feature Syndicate. Ela também é ex-editora e atual editora geral da National Review Online. Seu apelido no blog do grupo do site "The Corner" é "K-Lo", um jogo de palavras baseado em "J-Lo", o apelido popular de Jennifer Lopez. 